# مايكل واتيرفيلد
مايكل واتيرفيلد (بالإنجليزية: Michael Waterfield)‏‏ زميل الجمعية الملكية، هو عالم بريطاني، حصل على ميدالية بوكانان عام 2002 لمهاراته المميزة في الكيمياء الحيوية للبروتين والتي غيرت الفهم لنقل الإشارة وتدمير مساراتِ الإشارات الخلوية في السرطان.

## سيرته
ولد مايكل ديريك ووترفيلد في 14 مايو 1941. جرى انتخابه لعضوية الجمعية الملكية في عام 1991، وحصل على ميدالية بوكانان في عام 2002 "لمهاراته الاستثنائية في الكيمياء الحيوية للبروتين التي غيرت فهمنا لنقل الإشارة، والتخريب. لمسارات الإشارات الخلوية في السرطان”. توفي ووترفيلد في 11 مايو 2023، عن عمر يناهز 81 عامًا.

## الأبحاث والعمل
من أهم مساهماته هي إظهار أن الجينات المسرطنة يمكن اشتقاقها من الجينات التي تشارك في التحكم في النمو الطبيعي.

## الجوائز والتكريمات
- ميدالية بوكانان عام 2002م.[7]